# Purichneumon britannicus
Purichneumon britannicus är en stekelart som beskrevs av Alexandr Rasnitsyn och Edmund A. Jarzembowski 1998. Purichneumon britannicus ingår i släktet Purichneumon och familjen Eoichneumonidae. Inga underarter finns listade i Catalogue of Life.